# لوسیانو لاتینا
لوسیانو لاتینا (انگلیسی: Luciano Lapetina؛ زادهٔ ۱۰ فوریهٔ ۱۹۹۶) بازیکن فوتبال اهل آرژانتین است.
از باشگاه‌هایی که در آن بازی کرده‌است می‌توان به باشگاه فوتبال گودوی کروز اشاره کرد.